# Текија (Кладово)
Текија је насеље у Србији у општини Кладово у Борском округу. Према попису из 2022. у насељу је било 618 становника (према попису из 2011. било је 792 становника, према попису из 2002. било је 967 становника).

## Историја
Краљевским решењем од 2. септембра 1885. године насеље је добило статус варошице.
Текија је варошица у Ђердапу са десне стране Дунава у Оршавској котлини, наспрам румунског града Оршаве. Године 1961. имала је 1635 становника. Низводно од Текије налазила се последња ђердапска клисура Сипска клисура, а узводно клисура Казан. Лежала је на 55 m надморске висине, на уској и издуженој квартарној равници Дунава. Изнад Текије дижу се североисточни обронци планине Мироч (Велики Пепео 560 m). Близу варошице је било острво Ада Кале а и сада се налази споменик Кочи Анђелковићу. Текију је као и Доњи Милановац приликом изградње хидроелектране Ђердап и стварањем вештачког језера Ђердап, потопио Дунав. Ново насеље са истим именом подигнуто је изнад језера на обронцима Мироч планине.
Стара Текија (пре подизања нивоа Дунава) је важила за место које је имала највише пилота (капетани који су управљали бродовима кроз уску Ђердапску клисуру). Овде је пронађена Текијска остава.
Овде је рођен Аврам Петронијевић.
Нова Текија је позната по такмичењу у лову сомова на бућку. Сваке године ова манифестација, „Златна бућка Ђердапа“, окупља велики број аласа и заљубљеника у риболов и природу.
Овде се налази Сигнална станица „Пена“ на Ђердапу.

## Демографија
Према последњем попису из 2022. године у Текији је живело 618 становника што је за 174 мање у односу на 2011. када је на попису било 792 становника. У насељу живи 532 пунолетних становника, а просечна старост становништва износи 50,47 година (49,33 код мушкараца и 51,74 код жена).
Према подацима пописа из 2022. у насељу има 255 домаћинства, а просечан број чланова по домаћинству је 2,42. а према истом попису у насељу има 544 стамбених јединица од којих је 287 насељених.
Ово насеље је великим делом насељено Србима (према попису из 2002. године).
|  |

| Демографија | Демографија | Демографија |
| Година      | Становника  | Становника  |
| ----------- | ----------- | ----------- |
| 1948.       | 1.385       |             |
| 1953.       | 1.477       |             |
| 1961.       | 1.635       |             |
| 1971.       | 1.342       |             |
| 1981.       | 1.231       |             |
| 1991.       | 1.129       | 1.116       |
| 2002.       | 967         | 997         |
| 2011.       | 792         |             |
| 2022.       | 618         |             |

| Етнички састав према попису из 2002.‍ | Етнички састав према попису из 2002.‍ | Етнички састав према попису из 2002.‍ | Етнички састав према попису из 2002.‍ | Етнички састав према попису из 2002.‍ |
| ------------------------------------ | ------------------------------------ | ------------------------------------ | ------------------------------------ | ------------------------------------ |
|                                      |                                      |                                      |                                      |                                      |
| Срби                                 | Срби                                 |                                      | 946                                  | 97,82%                               |
| Црногорци                            | Црногорци                            |                                      | 4                                    | 0,41%                                |
| Хрвати                               | Хрвати                               |                                      | 4                                    | 0,41%                                |
| Словенци                             | Словенци                             |                                      | 2                                    | 0,20%                                |
| Румуни                               | Румуни                               |                                      | 2                                    | 0,20%                                |
| Македонци                            | Македонци                            |                                      | 2                                    | 0,20%                                |
| Словаци                              | Словаци                              |                                      | 1                                    | 0,10%                                |
| Муслимани                            | Муслимани                            |                                      | 1                                    | 0,10%                                |
| непознато                            | непознато                            |                                      | 4                                    | 0,41%                                |

| \| \| м \| \| \| ж \| \| ? \| 5 \| \| \| 4 \| \| 80+ \| 4 \| \| \| 18 \| \| 75—79 \| 19 \| \| \| 17 \| \| 70—74 \| 26 \| \| \| 30 \| \| 65—69 \| 32 \| \| \| 39 \| \| 60—64 \| 21 \| \| \| 34 \| \| 55—59 \| 34 \| \| \| 40 \| \| 50—54 \| 25 \| \| \| 35 \| \| 45—49 \| 63 \| \| \| 31 \| \| 40—44 \| 28 \| \| \| 31 \| \| 35—39 \| 32 \| \| \| 30 \| \| 30—34 \| 26 \| \| \| 20 \| \| 25—29 \| 31 \| \| \| 27 \| \| 20—24 \| 42 \| \| \| 19 \| \| 15—19 \| 43 \| \| \| 30 \| \| 10—14 \| 35 \| \| \| 17 \| \| 5—9 \| 27 \| \| \| 27 \| \| 0—4 \| 12 \| \| \| 13 \| \| Просек : \| 39,8 \| \| \| 45,0 \| |      |  |  |      |
| |      |  |  |      |
| | м    |  |  | ж    |
| ? | 5    |  |  | 4    |
| 80+ | 4    |  |  | 18   |
| 75—79 | 19   |  |  | 17   |
| 70—74 | 26   |  |  | 30   |
| 65—69 | 32   |  |  | 39   |
| 60—64 | 21   |  |  | 34   |
| 55—59 | 34   |  |  | 40   |
| 50—54 | 25   |  |  | 35   |
| 45—49 | 63   |  |  | 31   |
| 40—44 | 28   |  |  | 31   |
| 35—39 | 32   |  |  | 30   |
| 30—34 | 26   |  |  | 20   |
| 25—29 | 31   |  |  | 27   |
| 20—24 | 42   |  |  | 19   |
| 15—19 | 43   |  |  | 30   |
| 10—14 | 35   |  |  | 17   |
| 5—9 | 27   |  |  | 27   |
| 0—4 | 12   |  |  | 13   |
| Просек : | 39,8 |  |  | 45,0 |

| Година пописа     | 1948. | 1953. | 1961. | 1971. | 1981. | 1991. | 2002. |
| ----------------- | ----- | ----- | ----- | ----- | ----- | ----- | ----- |
| Број домаћинстава | 340   | 348   | 411   | 376   | 361   | 356   | 325   |

| Број чланова      | 1  | 2  | 3  | 4  | 5  | 6  | 7 | 8 | 9 | 10 и више | Просек |
| ----------------- | -- | -- | -- | -- | -- | -- | - | - | - | --------- | ------ |
| Број домаћинстава | 72 | 86 | 42 | 65 | 31 | 24 | 4 | 0 | 0 | 1         | 2,98   |

| Пол    | Укупно | Неожењен/Неудата | Ожењен/Удата | Удовац/Удовица | Разведен/Разведена | Непознато |
| ------ | ------ | ---------------- | ------------ | -------------- | ------------------ | --------- |
| Мушки  | 431    | 145              | 249          | 22             | 15                 | 0         |
| Женски | 405    | 65               | 244          | 88             | 8                  | 0         |
| УКУПНО | 836    | 210              | 493          | 110            | 23                 | 0         |

| Пол    | Укупно                    | Пољопривреда, лов и шумарство | Рибарство                            | Вађење руде и камена | Прерађивачка индустрија       |
| ------ | ------------------------- | ----------------------------- | ------------------------------------ | -------------------- | ----------------------------- |
| Мушки  | 186                       | 18                            | 2                                    | 1                    | 25                            |
| Женски | 63                        | 6                             | 0                                    | 0                    | 5                             |
| Укупно | 249                       | 24                            | 2                                    | 1                    | 30                            |
|        |                           |                               |                                      |                      |                               |
| Пол    | Производња и снабдевање   | Грађевинарство                | Трговина                             | Хотели и ресторани   | Саобраћај, складиштење и везе |
| Мушки  | 41                        | 11                            | 11                                   | 7                    | 21                            |
| Женски | 4                         | 3                             | 14                                   | 4                    | 1                             |
| Укупно | 45                        | 14                            | 25                                   | 11                   | 22                            |
|        |                           |                               |                                      |                      |                               |
| Пол    | Финансијско посредовање   | Некретнине                    | Државна управа и одбрана             | Образовање           | Здравствени и социјални рад   |
| Мушки  | 0                         | 1                             | 27                                   | 6                    | 0                             |
| Женски | 0                         | 1                             | 3                                    | 6                    | 15                            |
| Укупно | 0                         | 2                             | 30                                   | 12                   | 15                            |
|        |                           |                               |                                      |                      |                               |
| Пол    | Остале услужне активности | Приватна домаћинства          | Екстериторијалне организације и тела | Непознато            | Непознато                     |
| Мушки  | 6                         | 0                             | 0                                    | 9                    | 9                             |
| Женски | 1                         | 0                             | 0                                    | 0                    | 0                             |
| Укупно | 7                         | 0                             | 0                                    | 9                    | 9                             |